# Anne Schaefer
Pour les articles homonymes, voir Schaefer.
Anne Schaefer est une actrice américaine née le 10 juillet 1870 à Saint-Louis, Missouri, et morte le 3 mai 1957 à Los Angeles, Californie.
Elle est dans certains films créditée Ann Schaefer, ou Anna Schaefer.
Elle est la tante des sœurs actrices Jane (1896-1990) et Eva Novak (1898-1988).

## Filmographie partielle
- 1914 : How God Came to Sonny Boy de Burton L. King
- 1917 : Melissa of the Hills de James Kirkwood : Sally Smith
- 1917 : La Petite Princesse (The Little Princess ou A Little Princess) de Marshall Neilan : Amelia Minchin
- 1917 : Le Contraste (The Price of a Good Time) de Lois Weber et Phillips Smalley
- 1918 : La Petite Vivandière (Johanna Enlists) de William Desmond Taylor : Ma Renssaller
- 1918 : Son triomphe (Social Briars) de Henry King : Martha Kane
- 1919 : Six Feet Four de Henry King : Mme Riddell
- 1919 : La Petite Institutrice (Cupid Forecloses) de David Smith : Tante Adélaïde
- 1922 : West of the Water Tower de Rollin S. Sturgeon
- 1923 : La Rue des vipères (Main Street), de Harry Beaumont : Mrs. Valborg
- 1927 : Three Hours de James Flood
- 1930 : Lilies of the Field d'Alexander Korda : Une bonne
- 1936 : L'Extravagant Mr. Deeds (Mr. Deeds Goes to Town) de Frank Capra
- 1936 : Deux Enfants terribles (And So They Were Married) d'Elliott Nugent
- 1936 : One Rainy Afternoon de Rowland V. Lee : petit rôle non crédité
- 1936 : La Chanson à deux sous (Pennies from Heaven) de Norman Z. McLeod